# Хартхаузен ам Кохер
Хартхаузен ам Кохер (њем. Hardthausen am Kocher) општина је у њемачкој савезној држави Баден-Виртемберг. Једно је од 46 општинских средишта округа Хајлброн. Према процјени из 2010. у општини је живјело 4.010 становника. Посједује регионалну шифру (AGS) 8125111.

## Географски и демографски подаци
Хартхаузен ам Кохер се налази у савезној држави Баден-Виртемберг у округу Хајлброн. Општина се налази на надморској висини од 182 метра. Површина општине износи 35,6 km². У самом мјесту је, према процјени из 2010. године, живјело 4.010 становника. Просјечна густина становништва износи 113 становника/km².